# ولکانش

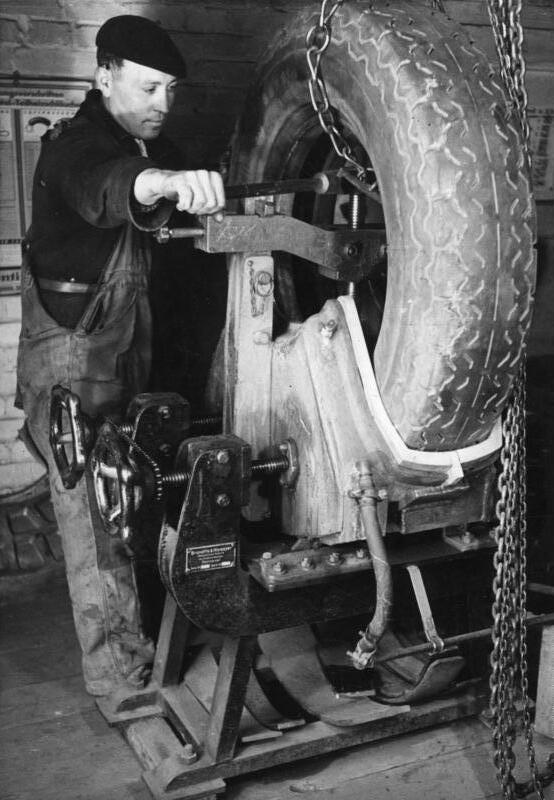
یک کارگاه ولکانش در برلین ۱۹۴۶

ولکانش یا ولکانیزاسیون (فرانسوی: Vulcanisation‎) یک فرایند شیمیایی است که در آن لاستیک طبیعی یا بسپارهای مشابه، با افزوده شدن گوگرد یا بهبوددهنده و شتاب‌دهنده، به مواد پایدار تبدیل می‌شوند. این افزودنی‌ها، بسپار را به شکل اتصال عرضی با زنجیرهٔ بسپار درمی‌آورند.
مواد ولکانیده دارای چسبناکی کمتر و خواص مکانیکی قابل توجه‌تری هستند.
ولکانش را می‌توان به عنوان پخت الاستومرها نیز تعریف کرد، به طوری که عبارات 'vulcanization'(ولکانش) و 'curing'(پخت) گاهی در این زمینه به جای یکدیگر استفاده می‌شوند. این روند به صورت ایجاد اتصالات عرضی بین بخش‌های زنجیره پلیمری است که منجر به افزایش استحکام و دوام و همچنین سایر تغییرات در خواص مکانیکی و الکتریکی مواد می‌شود. ولکانش، همانند پخت پلیمرهای ترموست، به‌طور کلی برگشت‌ناپذیر است.

## عوامل ولکانش
پرمصرف‌ترین و معمول‌ترین عامل ولکانش، گوگرد می‌باشد که با اکثر لاستیک‌های سیرنشده وارد واکنش شده و تولید فراورده ولکانیده می‌کند. گوگرد به دو آرایش رومبیک و بی‌شکل وجود دارد. دو عنصر سلنیم و تلوریم نیز قادر هستند محصولات ولکانیده تولید کنند.
به‌طور معمول شکل رومبیک گوگرد در ولکانش مورد استفاده قرار می‌گیرد. این ماده دارایبه صورت S8 می‌باشد. گوگرد بی‌شکل در واقع طبیعت بسپاری دارد و به دلیل اینکه در اغلب حلال‌ها نامحلول است به آن گوگرد نامحلول نیز گفته می‌شود. گوگرد بی‌شکل برای اجتناب از شکفتگی سطح لاستیک خام در جایی که لازم است چسبندگی ساختمانی (Building Tack) ثابت بماند، استفاده می‌شود.
سلنیم و تلوریم در جایی‌که مقاومت گرمایی عالی مورد نیاز است جایگزین گوگرد می‌شوند. این مواد زمان پخت (ولکانش) را کاهش داده و خواص فراورده را بهبود می‌بخشند.

## تاریخچه

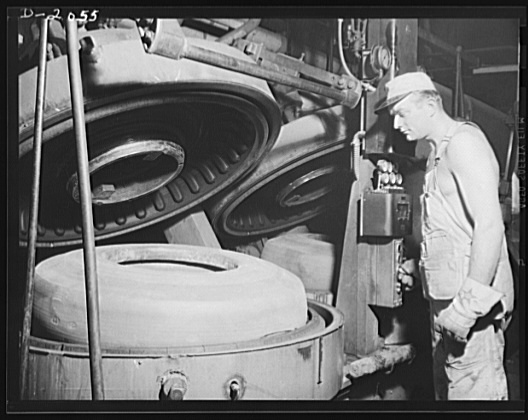
کارگری در حال قرار دادن لاستیک درون قالب قبل از ولکانش

لاستیک یا لاتکس از سال‌ها پیش در فرهنگ آمریکای میانه شناخته‌شده‌بود، و برای ساخت توپ و ضدآب کردن ظروف از آن استفاده می‌شد اما کاربرد آن به همین مقدار محدود می‌شد. می‌توان گفت این بدان دلیل است که در حالت طبیعی لاستیک تا حدودی ناپایدار است و در شرایط مختلف بسیار سخت یا بسیار نرم می‌شود. به عنوان مثال، تایرهای اولیه لاستیکی در قرن نوزدهم در جاده‌های گرم چسبناک می‌شدند، به طوری که خرده‌های سنگ و ذرات ریز در آن‌ها گیر می‌کرد و در نهایت لاستیک‌ها می‌ترکیدند.
چارلز گودیر (Charles Goodyear‎)، در دهه ۱۸۳۰، در تلاش برای بهبود خواص این لاستیک‌ها بود. او سعی کرد تا با حرارت دادن لاستیک سایر مواد شیمیایی را با آن مخلوط کند. به نظر می‌رسید که این امر لاستیک را سخت می‌کند و خواص آن را بهبود می‌بخشد، هر چند این تأثیر مثبت به دلیل حرارت دادن خود لاستیک و نه مواد شیمیایی مورد استفاده بود. او که متوجه این موضوع نبود، وقتی که فرمول‌های به کار برده شده برای سخت‌سازی به‌طور مداوم کار نمی‌کردند بارها و بارها با شکست روبرو شد. یک روز در سال ۱۸۳۹، گودیر در حالی که در تلاش برای ترکیب کردن سولفور با لاستیک بود به‌طور تصادفی مخلوط را در یک ماهیتابه داغ ریخت در کمال حیرت، گودیر مشاهده نمود که لاستیک به جای ذوب شدن بیشتر یا بخار شدن، سفت باقی مانده و با افزایش گرما، در واقع سخت‌تر می‌شود. گودیر به سرعت یک سیستم متناسب برای این سخت شدن ابداع کرد، که آن را به دلیل گرمای موجود ولکانش(vulcanization) نامید. وی در همان سال این ابداع را ثبت اختراع کرد و تا سال ۱۸۴۴ شروع به تولید لاستیک در مقیاس صنعتی نمود.

## بررسی اجمالی
در مقابل فرآیندهای ترموپلاستیک (فرایند ذوب-انجماد که رفتار بیشتر پلیمرهای مدرن را مشخص می‌کند)، ولکانیزاسیون، همانند پخت سایر پلیمرهای ترموست، به‌طور کلی برگشت‌ناپذیر است. پنج نوع سیستم که معمولاً برای این منظور مورد استفاده قرار می‌گیرد عبارت اند از:
1. سیستم‌های گوگرد
2. پراکسیدها
3. اکسیدهای فلزی
4. استوکسی سیلان
5. خطوط اتصال اورتان

## ولکانش با گوگرد

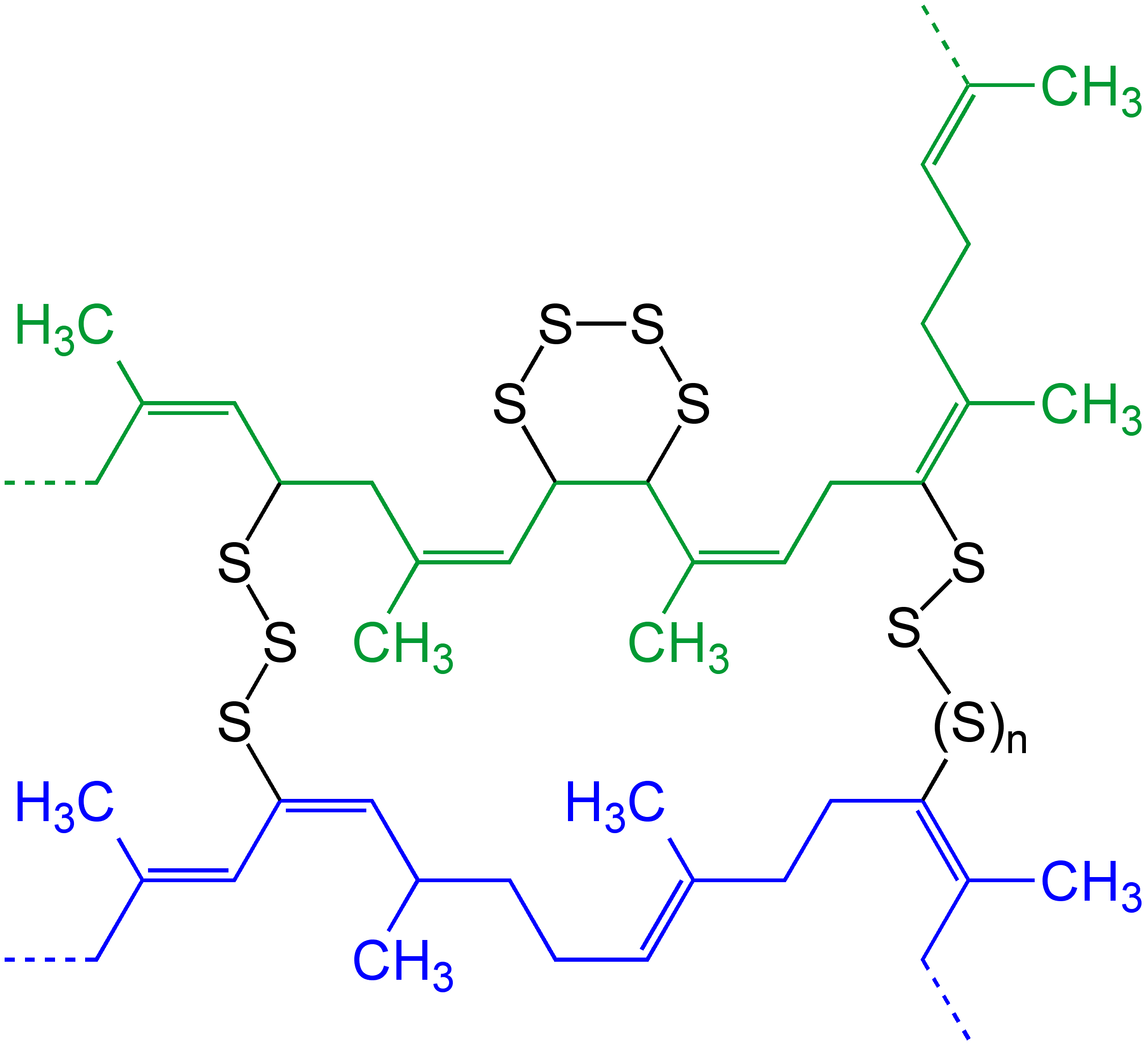
ساختار مولوکولی

گوگرد در متداول‌ترین روش‌های ولکانش کاربرد دارد. گوگرد، به خودی خود، یک عامل ولکانش کند است و پلی‌الفین‌های مصنوعی را ولکان نمی‌کند. ولکانیزاسیون سریع با استفاده از ترکیبات مختلفی که کینتیک اتصال عرضی را اصلاح می‌کنند انجام می‌شود؛ این مخلوط اغلب به عنوان بسته پخت (cure package) نامیده می‌شود. پلیمرهای معمولی که اغلب در ولکانش گوگرد مورد استفاده قرار می‌گیرند، پلی‌ایزوپرن (لاستیک طبیعی) و لاستیک استایرن-بوتادین(لاستیک مصنوعی) (SBR) هستند که برای اکثر لاستیک‌های اتوموبیل استفاده می‌شوند. بسته پخت به‌طور خاص متناسب با بستر و کاربرد انتخاب می‌شود. سایت‌های واکنشی – سایت‌های پخت – اتم‌های هیدروژن آلیلیک هستند. این پیوندهای {\displaystyle {\ce {C-H}}} در مجاورت پیوندهای دوگانه کربن-کربن قرار می‌گیرند. در حین ولکانش، برخی از این پیوندهای {\displaystyle {\ce {C-H}}} با زنجیره‌هایی از اتم‌های گوگرد جایگزین می‌شوند که با یک محل پخت از یک زنجیره پلیمر دیگر پیوند دارند. این پل‌ها شامل یک تا چند اتم می‌باشند. تعداد اتم‌های گوگرد در پیوند عرضی شدت خصوصیات فیزیکی لاستیک نهایی تحت تأثیر قرار می‌دهد. خط اتصال کوتاه باعث می‌شود لاستیک مقاومت در برابر حرارت بهتری داشته باشد. پیوندهای عرضی با تعداد بیشتری اتم گوگرد به لاستیک خواص دینامیکی خوبی می‌بخشد اما مقاومت به گرما را کمتر می‌کند. خواص دینامیکی برای تغییر شکل‌دهی و انعطافپذیری لاستیک نهایی مهم است، به عنوان مثال، حرکت دیواره جانبی تایر اتوموبیل در حال حرکت. بدون خاصیت خمشی و انعطاف‌پذیری مناسب. این حرکات به سرعت شکاف‌هایی در دیواره جانبی ایجاد کرده و در نهایت باعث از هم‌گسیختگی لاستیکی می‌شوند.

## ولکانش پلی‌کلروپرن
در ولکانش لاستیک نئوپرن یا پلی کلروپرن (لاستیک CR) بیشتر از اکسیدهای فلزی (به ویژه منیزیم اکسید {\displaystyle {\ce {MgO}}} و روی اکسید {\displaystyle {\ce {ZnO}}}، گاهی اوقات سرب اکسید {\displaystyle {\ce {Pb_3O_4}}}) به جای ترکیبات گوگردی که در حال حاضر برای بسیاری از لاستیک‌های طبیعی و مصنوعی استفاده می‌شود، مورد استفاده قرار می‌گیرد. به علاوه، به دلیل عوامل مؤثر مختلف موجود در این پروسه (سوختن، این اثر همان اتصال زود هنگام در لاستیک‌ها به دلیل تأثیر گرما است)، انتخاب شتاب‌دهنده در این موارد اصول متفاوتی نسبت به سایر لاستیک‌ها دارد. اکثر شتابدهنده‌های مرسوم که برای لاستیک‌های CR مورد استفاده قرار می‌گیرند در عملیات بهبودسازی(cure process) مشکل‌ساز می‌شوند. مهم‌ترین شتاب‌دهنده‌ای که برای این منظور تا بحال یافت شده‌است اتیلن تیواوره (ETU) می‌باشد، که اگرچه یک شتاب‌دهنده عالی و اثبات شده برای پلی‌کلروپرن است، اما به عنوان یک ماده سمی طبقه‌بندی شده‌است. صنعت لاستیک اروپا یک پروژه تحقیقاتی تحت عنوان Safe Rubber را به هدف یافتن جایگزینی ایمن‌تر برای ETU آغاز کرده‌است.

## ولکانش سیلیکون‌ها

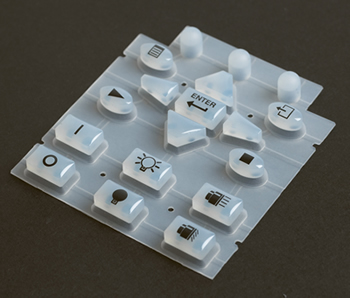
صفحه کلید از نوع لاستیک سیلیکونی

ولکانش سیلیکون در دمای اتاق (RTV) مبنی بر پلیمرهای واکنش پذیر پایه روغن مخلوط با مواد معدنی تقویت‌کننده می‌باشد. دو نوع ولکانش سیلیکون در دمای اتاق وجود دارد:
1. RTV-1 (سیستم‌های یک جزئی)؛ پایه و اساس این روش سخت شدن بر اثر واکنش رطوبت هوا، کاتالیزور و استوکسی‌سیلان می‌باشد. استوکسی‌سیلان وقتی در معرض رطوبت قرار می‌گیرید، استیک اسید تولید می‌کند.[۵] فرایند پخت از سطح خارجی آغاز می‌شود و سپس تا هسته اصلی آن پیش می‌رود. محصول بدست آمده در کارتریج‌های محوفظ از هوا بسته‌بندی می‌شود و به هر دو صورت مایع یا خمیر موجود می‌باشند. سیلیکون RTV-1 دارای ویژگی‌های بسیار خوبی از جمله چسبندگی، قابلیت ارتجاع و دوام مناسب می‌باشد. می‌توان سختی‌های شور(Shore hardness-نوعی آزمون برای تعیین سختی) متفاوتی در بازه {\displaystyle 18} تا {\displaystyle 60} را بدست آورد. قابلیت کشسانی تا سرحد شکست نیز می‌تواند از {\displaystyle 150\%} تا {\displaystyle 700\%} متغیر باشد. این مواد همچنین به دلیل مقاومت فوفق‌العاده در برابر اشعه ماورا بنفش و هوازدگی، از دوام بسیار بالایی برخوردار می‌باشند.
2. RTV-2 (سیستم‌های دو جزئی) محصولات دو جزئی در هنگام مخلوط شدن، در اثر پخت در دمای اتاق می‌توانند به یک الاستومر جامد، یک ژل یا یک فوم انعطاف‌پذیر تبدیل شوند. محصولات RTV-2 از {\displaystyle -80} تا {\displaystyle {\ce {250}}} درجه سانتیگراد ({\displaystyle -112} تا {\displaystyle 482} درجه فارنهایت) قابلیت انعطاف‌پذیری خود را حفظ می‌کنند. تجزیه در دمای بالاتر از {\displaystyle 350} درجه سانتیگراد ({\displaystyle 662} درجه فارنهایت) اتفاق می‌افتد که طی آن یک رسوب سیلیس بی‌اثر و غیرقابل اشتعال تولید می‌شود. به دلیل داشتن خاصیت دی‌الکتریک می‌توان از آن‌ها در صنایع الکتریکی به عنوان عایق استفاده کرد. خواص مکانیکی در این دسته مواد برای مصارف مختلف مطلوب می‌باشد، برای مثال در ساخت قالب‌های انعطاف‌پذیر، بسیاری از قطعات فنی در صنعت و همچنین کاربردهای پیراپزشکی از آن‌ها استفاده می‌شود.